# NGC 3384
NGC 3384 est une galaxie lenticulaire relativement rapprochée et située dans la constellation du Lion. NGC 3384 a été découverte par l'astronome germano-britannique William Herschel en 1784. Cette galaxie a aussi été observée par l'astronome britannique John Herschel le 10 avril 1825 et le 23 mars 1830. L'observation de 1830 a été inscrite au catalogue NGC sous la cote NGC 3371.

## Caractéristiques
Sa vitesse par rapport au fond diffus cosmologique est de 1 051 ± 24 km/s, ce qui correspond à une distance de Hubble de 15,51 ± 1,14 Mpc (∼50,6 millions d'al).
À ce jour, 27 mesures non basées sur le décalage vers le rouge (redshift) donnent une distance de 11,261 ± 3,243 Mpc (∼36,7 millions d'al), ce qui est à l'intérieur des valeurs de la distance de Hubble. Puisque cette galaxie est relativement rapprochée du Groupe local, il est probable que cette valeur soit plus près de la distance réelle de NGC 3384. Notons que c'est avec la valeur moyenne des mesures indépendantes, lorsqu'elles existent, que la base de données NASA/IPAC calcule le diamètre d'une galaxie.

## Population stellaire

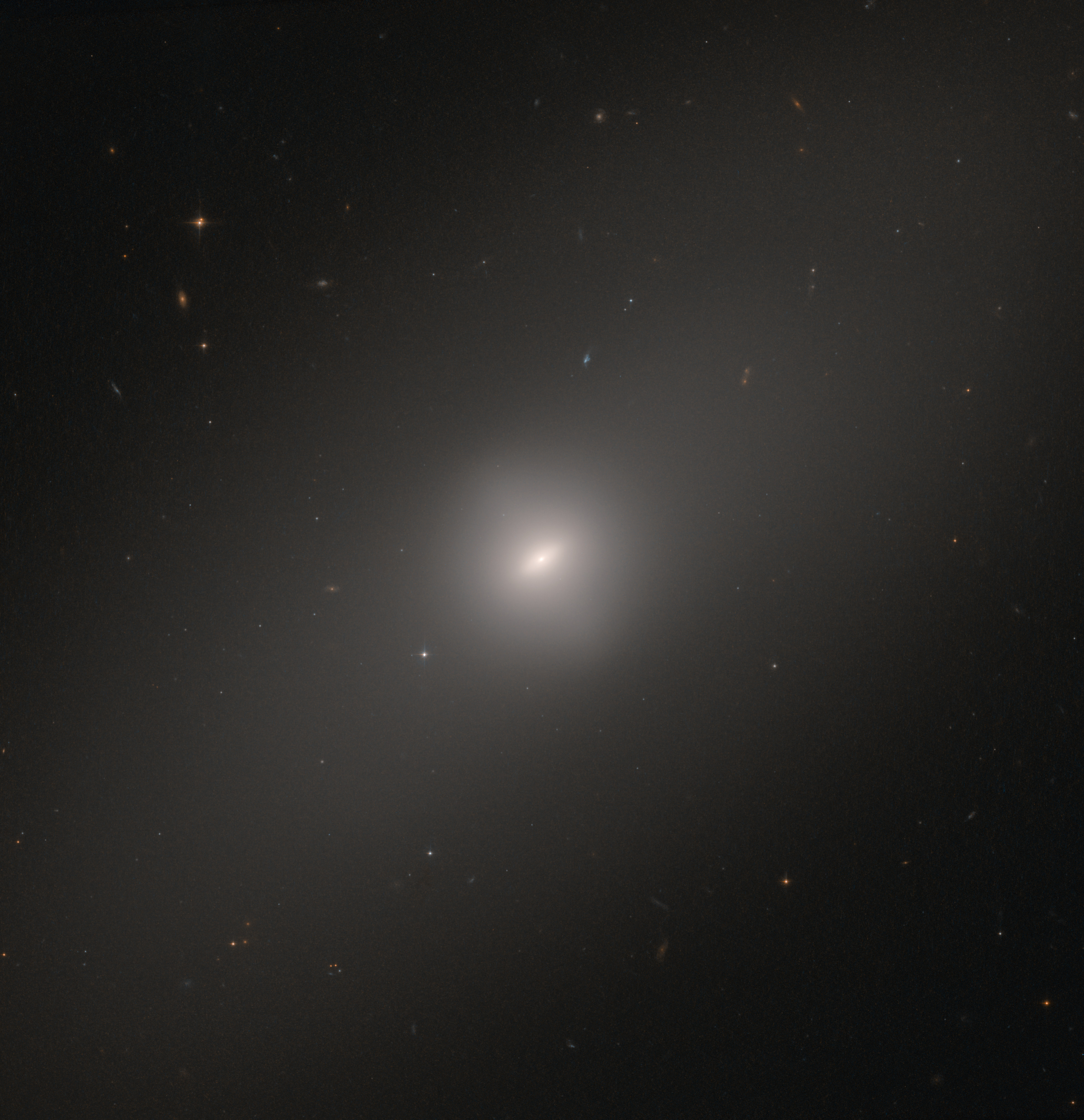
NGC 3384 par télescope spatial Hubble.

Une étude basée sur la couleurs des étoiles montre que celles de NGC 3384 sont très âgées, plus d'un milliard d'années. NGC 3384 est surtout composé d'étoiles de population II dont l'âge se situe entre 3 et 5 milliards d'années. Plus de 80 % des étoiles de cette galaxie sont des étoiles de population II.

## Trou noir supermassif
Selon une étude réalisée auprès de 76 galaxies, le bulbe central de NGC 3384 renfermerait un trou noir supermassif dont la masse est estimée à 1,6+0,1
−0,2 x 107 {\displaystyle M_{\odot }}.

## Groupe de M96
La galaxie NGC 3384 fait partie du groupe de M96 (NGC 3368). Ce groupe de galaxies, aussi appelé par certains groupe du Lion I, contient au moins 12 galaxies dont NGC 3299, M95 (NGC 3351), M96 (NGC 3368), NGC 3377, M105 (NGC 3379), NGC 3412 et NGC 3489. Le groupe de M96 est en réalité l'un des deux sous-groupes du groupe du Lion I. L'autre sous-groupe est le triplet du Lion constitué des galaxies M65 (NGC 3623), M66 (NGC 3627) et NGC 3628. Le groupe du Lion I est l'un des nombreux groupes du superamas de la Vierge.